# Dziggetai
Dziggetai (Equus hemionus hemionus) är en mongolisk vildåsna som förekommer i Mongoliet och norra Kina. Den utgör en underart till halvåsnan.
Liksom underarten kulan (E. h. kulan) har dziggetai en smalare kam av uppresta hår på nacken jämförd med andra halvåsnor.
Dziggetai har samma habitat som andra halvåsnor. Den lever i stäpper, halvöknar och öknar.
Underarten lever i Gobiöknen samt på angränsande högplatå och bergstrakter mellan 500 och 3000 meter över havet. I norra Kina hittas den största populationen i naturreservatet Kalamaili. Enligt uppskattning minskade underartens utbredningsområde sedan början av 1900-talet med 70 procent. Orsaken var landskapets anpassning till människans behov och konkurrensen om ställen med vatten. Denna utveckling stoppades i Mongoliet under 1970-talet. När den kringgärdade järnvägslinjen mellan Ulan Bator och Peking skapades blev den utbredningsområdets östra gräns. Även på gränsen mellan Mongoliet och Kina byggdes staket vad som skiljer båda staters populationer från varandra.
Sedan 1953 är åsnan fridlyst i Mongoliet men ett allt större problem är tjuvskytte. Under 2006 och 2007 sköts i Mongoliet uppskattningsvis 4 500 exemplar per år. Sedan början av 2010-talet dödas färre individer i landet och populationens storlek antas vara på samma nivå som under senare 1990-talet.
Åsnan var under 90-talet kraftigt reducerad, Man tror att det nu finns drygt 23 000 vuxna djur kvar i det vilda. När ungar medräknas har populationen i Gobiöknen cirka 42 000 medlemmar, populationen i reservatet Kalamaili 3 300 till 5 300 medlemmar och populationer i andra kinesiska regioner upp till 300 medlemmar hopräknat. Flocken vid orten Mazongshan i provinsen Gansu kan redan vara utdöd.
IUCN listar underarten som nära hotad (NT).